# Мачехи (село)
Мачехи (укр. Мачухи) — село в Полтавском районе,
Полтавской области Украины. Входит в состав Мачеховского сельского совета.
Код КОАТУУ — 5324083201. Население по переписи 2016 года составляло 2462 человек.
Является административным центром Мачеховского сельского совета, в который, кроме того, входят сёла
Байрак,
Васьки,
Кованчик,
Куклинцы,
Мазуровка,
Николаевка и
Сноповое.
В Мачухах в конце VII века начинает функционировать гончарный центр.

## Географическое положение
Село Мачехи находится в 6-и км от города Полтава, примыкает к сёлам Судиевка и Куклинцы.
По селу протекает пересыхающий ручей с запрудой.
Рядом проходит автомобильная дорога М-22 (E 577).

## История
- 1925 год — село Мачехи административный центр Мачехского района Полтавского округа[3].
- 1931 год — Мачехский район упразднён[4].

## Экономика
- ООО «Дружба».
- ЧП «Перепел-М».
- Мачехское потребобщество.
- ФХ «Агровинер»

## Объекты социальной сферы
- Школа.
- Полтавская центральная районная библиотека.
- Дом культуры.
- Полтавская районная центральная больница.

## Известные люди
- Демаш, Афанасий Васильевич — Герой Социалистического Труда.